# Typhamyza bifasciata
Typhamyza bifasciata is een vliegensoort uit de familie van de Anthomyzidae. De wetenschappelijke naam van de soort is voor het eerst geldig gepubliceerd in 1911 door Wood.